# Ельский, Франц
Франц Ельский (пол. Franciszek Jelski; 1738 — 23 марта 1821) — польско-литовский политик и государственный деятель.

## Биография
Выходец из шляхетского рода Ельских герба Пелеш. Родился в 1738 году. Сын Владислава Войцеха Ельского, старосты пинского (глава муниципального управления). Подстолий (польск.) гродненский (1777), подкоморий стародубский (глава арбитражного суда первой инстанции; 1780), депутат Сейма (1778, 1780).   Маршалок Литовского трибунала (высшего апелляционного суда; 1784). 
В дальнейшем номинально являлся членом пророссийской Тарговицкой конфедерации, состоял сперва членом Литовской казначейской комиссии, а затем и Литовской военной комиссии, однако, в действительности, тайно участвовал в подготовке восстания Костюшко. Во время восстания Костюшко получил должность заместителя советника в Казначейском департаменте Верховного национального совета (заместителя министра финансов в правительстве повстанцев). 
После поражения Костюшко эмигрировал, но после провозглашения амнистии повстанцам вернулся в Литву, окончательно присоединённую к России, где получил обратно свои поместья. 
Во время вторжения французов в Россию, престарелый Ельский деятельно поддержал Наполеона и был назначен членом так называемого Временного правительства Литвы, в котором возглавил департамент (министерство) юстиции. 
После поражения Наполеона, Ельский бежал из России в Дрезден, где с удивлением узнал что его второй раз амнистировали и второй раз вернули конфискованные поместья. Вернулся на родину около 1815 года, скончался в 1821 году.

## Семья
Своё влияние на политические дела Ельский первоначально приобрёл во многом  благодаря удачному браку: его супруга Амелия (Эмилия), урождённая княжна Сапега, являлась дочерью канцлера великого литовского князя Александра Михаила Сапеги, представителя магнатского рода Сапег. В этом браке родилось, по меньшей мере, семеро детей. 
Одну из своих дочерей Ельский выдал замуж за генерала князя Антона Потоцкого. Старший сын, Людвиг Ельский, во время Польского восстания 1830 года перешёл на сторону восставших и занимал у них ту же должность заместителя министра финансов, которую когда-то его отец занимал у Костюшко. Внуком (по линии другого сына, Михаила) был зоолог и географ Константин Ельский.
Франц Ельский был награждён польским орденом Святого Станислава и французским орденом Почётного легиона (неизвестной степени).